# NGC 1656
NGC 1656 is een spiraalvormig sterrenstelsel in het sterrenbeeld Eridanus. Het hemelobject werd op 10 februari 1830 ontdekt door de Britse astronoom John Herschel.

## Synoniemen
- PGC 15949
- MCG -1-13-5